# Snežnica
Snežnica este o comună slovacă, aflată în districtul Kysucké Nové Mesto din regiunea Žilina. Localitatea se află la altitudinea de 404 m deasupra n.m., se întinde pe o suprafață de 5,51 km2 și în 2017 număra 1.009 locuitori.

## Istoric
Localitatea Snežnica este atestată documentar din 1426.

## Demografie
| An:                | 1994 | 2004    | 2014   | 2024    |
| ------------------ | ---- | ------- | ------ | ------- |
| Număr de persoane: | 893  | 987     | 988    | 1129    |
| Diferență:         |      | +10,52% | +0,10% | +14,27% |

| An:                | 2023 | 2024   |
| ------------------ | ---- | ------ |
| Număr de persoane: | 1127 | 1129   |
| Diferență:         |      | +0,17% |